# NGC 5574
NGC 5574 is een elliptisch sterrenstelsel in het sterrenbeeld Maagd. Het hemelobject werd op 30 april 1786 ontdekt door de Duits-Britse astronoom William Herschel.

## Synoniemen
- UGC 9181
- MCG 1-37-6
- ZWG 47.18
- PGC 51270